# سیارک ۱۴۰۳
سیارک ۱۴۰۳ (به انگلیسی: 1403 Idelsonia، نامگذاری:1936QA) هزار و چهارصد و سومین سیارک کشف شده‌است که در ۱۳ اوت ۱۹۳۶ و در رصدخانه سایمیز کشف شد.
قدر مطلق سیارک برابر ۱۰٫۶۰ است.